# Krista Nell
Krista Nell, pseudonimo di Doris Kristanel (Vienna, 21 gennaio 1946 – Roma, 19 giugno 1975), è stata un'attrice e modella austriaca.

## Biografia
Iniziò la carriera in Francia, in seguito si trasferì a Roma dove divenne una starlet nel cinema di genere italiano. La sua ultima interpretazione è il giallo La sanguisuga conduce la danza, in cui era previsto avesse il ruolo da protagonista, ma, a causa dell'aggravarsi delle sue condizioni di salute, ripiegò in un ruolo secondario (ruolo originariamente affidato a Patricia Webley, che a sua volta prese il suo posto come protagonista della pellicola). Affetta da leucemia, morì dopo una lunga malattia nel giugno 1975, all'età di 29 anni. Era la compagna dell'attore Ettore Manni.

## Filmografia

### Cinema
- La Bourse et la Vie, regia di Jean-Pierre Mocky (1966)
- L'affare Beckett, regia di Osvaldo Civirani (1966)
- Massacro per un'orgia (Massacre pour une orgie), regia di Jean-Pierre Bastid (1967)
- Kitosch, l'uomo che veniva dal nord (Frontera al sur), regia di José Luis Merino (1967)
- Le labbra proibite di Sumuru (The Million Eyes of Sumuru), regia di Lindsay Shonteff (1967)
- Uno di più all'inferno, regia di Giovanni Fago (1968)
- Spara, Gringo, spara, regia di Bruno Corbucci (1968)
- Un corpo caldo per l'inferno, regia di Franco Montemurro (1969)
- Zan, re della giungla  (Tarzán en la gruta del oro), regia di Manuel Caño (1969)
- El guerrillero (Le Guerillero et celui qui n'y croyait pas), regia di Antoine d'Ormesson (1969)
- Eros e Thanatos, regia di Marino Girolami (1969)
- Ombre roventi, regia di Mario Caiano (1970)
- Tre per uccidere (La banda de los tres crisantemos), regia di Ignacio F. Iquino (1970)
- L'intreccio (Les belles au bois dormantes), regia di Pierre Chenal (1970)
- Arrivano Django e Sartana... è la fine, regia di Demofilo Fidani (1970)
- Uccidi Django... uccidi per primo!!!, regia di Sergio Garrone (1971)
- La spada normanna, regia di Roberto Mauri (1971)
- I diabolici convegni (Las amantes del diablo), regia di José María Elorrieta (1971)
- Quelle sporche anime dannate, regia di Luigi Batzella (1971)
- Blindman, regia di Ferdinando Baldi (1971)
- Decameron nº 2 - Le altre novelle del Boccaccio, regia di Mino Guerrini (1972)
- Sei iellato, amico hai incontrato Sacramento, regia di Giorgio Cristallini (1972)
- Le calde notti del Decameron, regia di Gian Paolo Callegari (1972)
- Decameron proibitissimo (Boccaccio mio statte zitto), regia di Marino Girolami (1972)
- La rossa dalla pelle che scotta, regia di Renzo Russo (1972)
- Rivelazioni di un maniaco sessuale al capo della squadra mobile, regia di Roberto Bianchi Montero (1972)
- La prima notte di quiete, regia di Valerio Zurlini (1972)
- Fratello homo sorella bona - Nel Boccaccio superproibito, regia di Mario Sequi (1972)
- La colt era il suo Dio, regia di Luigi Batzella (1972)
- L'amico del padrino, regia di Frank Agrama (1972)
- Decameroticus, regia di Giuliano Biagetti (1972)
- Mamma... li turchi!, regia di Renato Savino (1973)
- Le amorose notti di Alì Babà, regia di Luigi Latini De Marchi (1973)
- Prostituzione, regia di Rino Di Silvestro (1974)
- Delitto d'autore, regia di Anthony Green (1974)
- La sanguisuga conduce la danza, regia di Alfredo Rizzo (1975)

### Televisione
- Ready Steady Go! – programma TV, episodio 2x49 (1965)
- Riviera Police – serie TV, episodio 1x01 (1965)

## Doppiatrici italiane
- Maria Pia Di Meo in Un corpo caldo per l’inferno
- Mirella Pace in Uccidi Django... uccidi per primo!!!
- Noemi Gifuni in Rivelazioni di un maniaco sessuale al capo della squadra mobile
- Melina Martello in La colt era il suo dio